# Jeff Fowler
Jeff Fowler (Normal, Illinois, 27 de julio de 1978) es un director de cine y animador estadounidense. Es conocido principalmente por dirigir las adaptaciones de acción real de Sonic the Hedgehog (2020), sus secuelas y la miniserie de Knuckles.  También fue nominado al Premio de la Academia al Mejor Cortometraje de Animación por Gopher Broke (2004).

## Carrera
Fowler fue animador del cortometraje Rockfish de 2003 y de la película Donde viven los monstruos de 2009. En 2004, escribió, dirigió, hizo el guion gráfico, el diseño artístico y la animación de Gopher Broke. También escribió y animó A Gentleman's Duel. Fowler trabajó en la producción de la película CGI para el videojuego de 2005 Shadow the Hedgehog.
Posteriormente dirigió Sonic the Hedgehog, película basada en la serie de videojuegos del mismo nombre. La película estaba originalmente prevista para estrenarse en noviembre de 2019, pero debido a las críticas generalizadas hacia el diseño de Sonic, se retrasó hasta el 14 de febrero de 2020 para cambiar el diseño. El nuevo diseño de Sonic se reveló en noviembre de 2019 y obtuvo respuestas mucho más positivas de los fanáticos y los críticos. Fowler dirigió una secuela de Sonic the Hedgehog titulada Sonic the Hedgehog 2, que se lanzó el 8 de abril de 2022. Está previsto que dirija una nueva versión de La Pantera Rosa, que está en desarrollo. Dirigió el episodio piloto y fue productor ejecutivo de la serie de televisión Knuckles, y dirigió Sonic the Hedgehog 3, que se lanzó en diciembre de 2024 con una recepción positiva.

## Filmografía

### Director
Cortometraje
| Año  | Título       | Notas                                                                               |
| ---- | ------------ | ----------------------------------------------------------------------------------- |
| 2004 | Gopher Broke | También escritor, artista de guiones gráficos, diseñador de maquetación y animador. |

Largometraje
| Año  | Título               | Notas                                                         |
| ---- | -------------------- | ------------------------------------------------------------- |
| 2020 | Sonic the Hedgehog   |                                                               |
| 2022 | Sonic the Hedgehog 2 | También aparece como reportero de noticias (escena eliminada) |
| 2024 | Sonic the Hedgehog 3 | También productor ejecutivo                                   |

Televisión
| Año  | Título   | Notas                                                         |
| ---- | -------- | ------------------------------------------------------------- |
| 2024 | Knuckles | Miniserie Episodio "El Guerrero"; También productor ejecutivo |

### Otros créditos
Cortometraje
| Año  | Título             | Rol                 |
| ---- | ------------------ | ------------------- |
| 2003 | Rockfish           | Animador            |
| 2006 | A Gentlemen's Duel | Escritor y animador |

Videojuego
| Año  | Título              | Rol                         |
| ---- | ------------------- | --------------------------- |
| 2005 | Shadow the Hedgehog | Producción de películas CGI |

Película
| Año  | Título                    | Rol                                     |
| ---- | ------------------------- | --------------------------------------- |
| 2009 | Where the Wild Things Are | Investigación y desarrollo de animación |